# Lijst van World Touring Car Cup-coureurs
De volgende coureurs hebben ten minste één start in het WTCR gemaakt in 1987, tussen 1993 en 1995 en sinds 2005. Van de actieve coureurs (seizoen 2025) zijn de namen vet afgedrukt. Naar onderen staat een lijst met coureurs in de periode 1993-1995, en nog verder naar onderen staat een lijst met coureurs die in het seizoen 1987 hebben deelgenomen.
De lijst is bijgewerkt tot 29 november 2022.

## 2005

### A
- Nasser Al-Attiyah
- Célio Alves Dias
- Ao Chi Hong

- Takayuki Aoki
- Seiji Ara
- Toshi Arai

- Stefano D'Aste  - Independents wereldkampioen 2007
- Soheil Ayari
- Mikel Azcona  - Wereldkampioen 2022

### B
- Andreas Bäckman
- Jessica Bäckman
- Jerónimo Badaraco
- Nicolas Baert
- Nicola Baldan
- Alessandro Balzan
- Andrea Barlesi
- Fredy Barth

- Marc Basseng
- Rainer Bastuck
- Anthony Beltoise
- Mehdi Bennani  - Independents wereldkampioen 2016
- Patrick Bernhardt
- Nathanaël Berthon
- Ahmed BinKhanen

- Aytaç Biter
- Thed Björk  - Wereldkampioen 2017
- Tom Boardman
- Bence Boldizs
- Dušan Borković
- Cacá Bueno
- Antti Buri

### C
- Konstantīns Calko
- César Campaniço
- Marc Carol
- Nick Catsburg
- Eric Cayrolle
- Laurent Cazenave
- Kevin Ceccon
- Maurizio Ceresoli
- Alberto Cerqui

- Chan Kin Man
- Chan Kin Pong
- Mitchell Cheah
- Kevin Nai Chia Chen
- Tom Chilton  - Independents wereldkampioen 2017
- Melvin Choo
- Giuseppe Cirò
- Jean-Marie Clairet
- Marin Čolak

- Roberto Colciago
- Aurélien Comte
- Tim Coronel
- Tom Coronel  - Independents wereldkampioen 2006, 2009
- Pierre-Yves Corthals
- Marcel Costa
- André Couto
- Kei Cozzolino

### D
- Robert Dahlgren
- Viktor Davidovski
- Jean-Philippe Dayraut

- Grégoire Demoustier
- Frank Diefenbacher

- Aleksei Dudukalo
- Denis Dupont

### E
- Camilo Echevarría
- Jens Edman
- Yann Ehrlacher  - Wereldkampioen 2020, 2021

- Fredrik Ekblom
- Franz Engstler  - Independents wereldkampioen 2014

- Luca Engstler
- Tomas Engström

### F
- Fabio Fabiani  - Jay-Ten wereldkampioen 2011
- Augusto Farfus
- Duarte Félix da Costa
- Manuel Fernandes
- Luigi Ferrara

- Ferenc Ficza
- Josh Files
- John Filippi
- Luca Filippi
- Edgar Florindo

- Miguel Freitas
- Lev Fridman
- Petr Fulín
- Michael Funke

### G
- Antonio García
- Philip Geipel
- Jordi Gené
- Fabrizio Giovanardi

- Franco Girolami
- Néstor Girolami
- Kevin Gleason

- Florian Gruber
- Nico Gruber
- Esteban Guerrieri

### H
- Daniel Haglöf
- Simon Harrison
- Éric Hélary
- Jens Hellström

- Marc Hennerici  - Independents wereldkampioen 2005
- Sergio Hernández  - Independents wereldkampioen 2008, 2010
- Oscar Alberto Hidalgo
- Henry Ho

- Robb Holland
- Mat'o Homola
- Robert Huff  - Wereldkampioen 2012
- Duncan Huisman

### I
- Simone Iacone
- Yoshihiro Ito
- Takuya Izawa

### J
- Thomas Jäger
- Jiří Janák
- Eurico de Jesus

- Jim Ka To
- Michel Jourdain Jr.

### K
- Lo Ka Fai
- Mak Ka Lok
- Lo Kai Fung
- Masaki Kano
- Nikolay Karamyshev
- Douglas Khoo

- Gábor Kismarty-Lechner
- Erkut Kizilirmak
- Thomas Klenke
- Mikhail Kozlovskiy
- Johan Kristoffersson

- Sergej Krylov
- Kuok Io Keong
- Gary Kwok
- Eric Kwong
- Henry Kwong

### L
- Adam Lacko
- Kirill Ladygin
- Jaap van Lagen
- Lam Kam San
- Niels Langeveld
- Nicolas Lapierre
- Andrea Larini
- Nicola Larini

- Arthur Law
- Marchy Lee
- Henry Lee Jr.
- Lei Kit Meng
- Kelvin Leong
- Benjamin Lessennes
- Benjamin Leuchter
- Liu Lic Ka

- Billy Lo
- Lo Ka Chun
- Sébastien Loeb
- William Lok
- José María López  - Wereldkampioen 2014, 2015, 2016
- Gianluca de Lorenzi
- David Louie
- Alexander Lvov

### M
- Philip Ma
- Ma Qing Hua
- Alex MacDowall
- Luís Pedro Magalhães
- Gilles Magnus
- Jan Magnussen
- Valle Mäkelä
- Elio Marchetti
- Youssaf El Marnissi
- Matthew Marsh

- Carlos Mastretta Aguilera
- Michal Matějovský
- Alain Menu
- Joseph Rosa Merszei
- Adriano de Micheli
- Norbert Michelisz  - Independents wereldkampioen 2012, 2015, Wereldkampioen 2019
- Ryo Michigami
- Nikita Misiulia
- Mikhail Mityaev

- Ritomo Miyata
- Lucas Molo
- Fernando Monje
- Tiago Monteiro
- Gianni Morbidelli
- Dirk Müller
- Jörg Müller
- Yvan Muller  - Wereldkampioen 2008, 2010, 2011, 2013
- René Münnich

### N
- Dániel Nagy
- Norbert Nagy
- James Nash  - Independents wereldkampioen 2013

- Emanuele Naspetti
- Charles Ng
- Kin Veng Ng

- Michel Nikjær
- Oscar Nogués

### O
- Emmet O'Brien
- Dylan O'Keeffe
- Ibrahim Okyay

- João Paulo de Oliveira
- Bernhard van Oranje
- Manabu Orido

- Pepe Oriola
- Stéphane Ortelli
- Darryl O'Young

### P
- Aurélien Panis
- Massimiliano Pedalà
- José Manuel Pérez-Aicart
- Leonel Pernía

- Jason Plato
- Sascha Plöderl
- Paul Poon
- Félix Porteiro

- Vito Postiglione
- Kristian Poulsen  - Independents wereldkampioen 2011
- Andy Priaulx  - Wereldkampioen 2005, 2006, 2007
- Diego Puyo

### R
- Vincent Radermecker
- Luca Rangoni
- René Rast
- Kris Richard
- Davide Roda

- José Rodrigues
- Riccardo Romagnoli
- Diego Romanini
- Andrei Romanov

- Carl Rosenblad
- Michaël Rossi
- Tommy Rustad
- Rickard Rydell

### S
- Pasquale di Sabatino
- Timur Sadredinov
- José Manuel Sapag
- Ismaïl Sbaï
- Peter Scharmach
- Timo Scheider
- Sabine Schmitz

- Viktor Shapovalov
- Ryan Sharp
- Gordon Shedden
- David Sigachev
- Andrey Smetsky
- Urs Sonderegger

- Michael Soong
- Filipe de Souza  - Aziatisch kampioen 2014
- Tin Sritrai
- Andrej Studenič
- Hafizh Syahrin
- Zsolt Szabó

### T
- Hironori Takeuchi
- George Tanev
- James Tang
- Nobuteru Taniguchi
- Yukinori Taniguchi  - Aziatisch kampioen 2013
- Gabriele Tarquini  - Wereldkampioen 2009, 2018

- Attila Tassi
- Salvatore Tavano
- Felice Tedeschi
- Tamás Tenke
- Peter Terting
- James Thompson

- Olivier Tielemans
- Ryuichiro Tomita
- Kevin Tse
- Terence Tse
- Colin Turkington
- Isaac Tutumlu

### U
- Santiago Urrutia

### V
- Hugo Valente
- Rui Valente
- Stefano Valli
- Harry Vaulkhard

- Lourenço Beirão da Veiga
- Michael Verhagen
- Jean Karl Vernay
- Frédéric Vervisch

- Javier Villa
- Polo Villaamil
- María de Villota
- Jan Vonka

### W
- Jason Watt
- Gábor Wéber

- Anson Wong
- Wong Po Wah

### Y
- Masataka Yanagida
- Hiroki Yoshimoto
- Jack Young

### Z
- Alessandro Zanardi
- Evgeny Zelenov

## 1993

### A
- Laurent Aïello
- Antonio Albacete
- Ni Amorim

- Per-Gunnar Andersson
- Roland Asch

### B
- Éric Bachelart
- Julian Bailey
- Michael Bartels
- Paul Belmondo
- Vaclav Bervid

- Frank Biela  - Wereldkampioen 1995
- Slim Borgudd
- Christophe Bouchut
- Thierry Boutsen
- David Brabham

- Michael Briggs
- Alexander Burgstaller
- Kelvin Burt
- Milos Bychl

### C
- Adrián Campos
- Ivan Capelli
- Rinaldo Capello

- Johnny Cecotto
- John Cleland

- Roberto Colciago
- Alain Cudini

### D
- Yannick Dalmas
- Christian Danner
- Marc Duez

### E
- Franz Engstler

### G
- Phillipe Gache
- Fabrizio Giovanardi
- Robb Gravett

### H
- Armin Hahne
- Tim Harvey
- Johnny Hauser

- Éric Hélary
- Will Hoy

### J
- Deon Joubert

### K
- Josef Kopecky
- Peter Kox
- Otakar Kramsky

### L
- Jan Lammers
- Nicola Larini
- David Leslie

- Shaun van der Linde
- Tony Longhurst

### M
- Sascha Maassen
- Jean-Pierre Malcher

- Alain Menu
- Josef Michl

- Stefano Modena
- Yvan Muller

### N
- Alessandro Nannini
- Emanuele Naspetti

- Matt Neal
- Klaus Niedzwiedz

### O
- Kieth O'Dor
- Markus Oestrich

### P
- Carlos Palau
- Luis Pérez-Sala

- Emanuele Pirro
- Eric van de Poele

### R
- Paul Radisich  - Wereldkampioen 1993, 1994
- Roberto Ravaglia
- Anthony Reid

- Andy Rouse
- Rickard Rydell

### S
- Mark Skaife
- Steve Soper

- Marc Sourd
- Hans-Joachim Stuck

### T
- Antonio Tamburini
- Gabriele Tarquini

- Thierry Tassin
- Bernard Thuner

### V
- Luis Villamil

### W
- Patrick Watts
- Joachim Winkelhock

## 1987

### A
- Takahashi Abe
- Kenny Acheson
- Fumio Aiba
- Taku Akaike
- Georg Alber
- Jeff Allam
- Antonio Amodio

- Bruce Anderson
- Wayne Anderson
- Per-Gunnar Andersson
- Steven Andskär
- Michael Andretti
- Stanislao de Angelis
- Hiroyasu Aoyagi

- D. Arias
- Luis Miguel Arias
- Giuseppe Arlotti
- Didier Artzet
- Takeo Asano
- Trevor Ashby
- D'Avanzo

### B
- Éric Bachelart
- Jean-Marie Baert
- Andrew Bagnall
- Kent Baigent
- Kerry Baily
- Mauro Baldi
- Claude Ballot-Léna
- Paolo Barilla
- Karl Baron
- Jean-Claude Barthe
- Kevin Bartlett
- Roland Bassaler
- Bryan Bate
- Eric Bayol

- Hans van der Beek
- Leopold van Beieren
- Vincent Bertinchamps
- Frank Biela
- Michel Bienvault
- John Billington
- Gérard Bleynie
- Stig Blomqvist
- Evert Bolderheij
- Hartmut Böhme
- Wolfgang Böhme
- Colin Bond
- Georges Bosshard
- François-Xavier Boucher

- Thierry Boutsen
- Andy Bovensiepen
- Quirin Bovy
- John Bowe
- Graeme Bowkett
- Gary Brabham
- Carlo Brambilla
- Gianfranco Brancatelli
- Peter Brock
- Franz-Josef Bröhling
- Giovanni Bruno
- Manfred Burkhardt
- Jean-Claude Burton
- Milos Bychl

### C
- Enzo Calderari
- Brian Callaghan
- Romeo Camathias
- Graeme Cameron
- Ivan Capelli
- Murray Carter
- Roberto Castagna
- Chris Castle
- Fernando Cazzaniga
- Johnny Cecotto
- Domenico Cedrati
- Lucio Cesario

- Gareth Chapman
- Antonín Charouz
- Marcello Cipriani
- Chris Clearihan
- Wayne Clift
- José Close
- Stephane Cohen
- Armando Conti
- Gary Cooke
- Raymond Coronel
- Bruno Corradi
- Vic Covey

- Barbara Cowell
- Georges Cremer
- Neville Crichton
- Neil Crompton
- Jonathon Crooke
- Graeme Crosby
- Trevor Crowe
- József Cserkúti
- Alain Cudini
- Warren Cullen
- Alan Curnow
- Marco Curti

### D
- Guido Daccò
- Christian Danner
- Guido Daverio
- Michel Delcourt
- Jean-Denis Délétraz
- Gilbert Della Valle

- Louis Descartes
- Pierre Destic
- Pierre Dieudonné
- Richard Down
- Phil Dowsett
- Marc Dries

- Allan Drinkrow
- Bruce Drinkrow
- Rinaldo Drovandi
- Bernard de Dryver
- Marc Duez
- Franz Dufter

### E
- Noel van den Eeckhout
- Jochen Egenolf
- Eje Elgh

- Břetislav Enge
- Eddy Van Esch

### F
- Pascal Fabre
- Juan Manuel Fangio II
- John Faulkner
- Romain Feitler
- Pierre Fermine
- Gérard Févrot
- Tihomir Filipovic

- Ludwig Finauer
- Terry Finnigan
- Anton Fischhaber
- Peter Fitzgerald
- Giovanni Fontanesi
- Mario Fortina

- Robbie Francevic
- Giorgio Francia
- Mike Freeman
- John French
- Hideo Fukuyama
- George Fury

### G
- Galass
- Bruno Giacomelli
- Mark Gibbs
- John Giddings
- Bruno di Gioia
- Fabien Giroix
- Franco Giudici
- Gianni Giudici
- Rolf Göring

- Hisatoyo Goto
- Joël Gouhier
- Barry Graham
- Ulf Granberg
- Grand
- Gianangelo Grandi
- Alf Grant
- Pierluigi Grassetto
- Allan Grice

- Harald Grohs
- Olivier Grouillard
- Stig Gruen
- Lucien Guitteny
- Graham Gulson
- Ray Gulson
- Marcello Gunella
- Alex Guyaux

### H
- Philippe Haezebrouck
- Makoto Hagiwara
- Armin Hahne
- Pete Hall
- Rob Hall
- Masakazu Hamana
- Jürgen Hamelmann
- Per G. Hansen
- Gregg Hansford
- André Hardy
- John Harvey
- Tim Harvey
- Masahiro Hasemi

- Ross Heffernan
- Altfrid Heger
- Philip Henley
- Yves van Heukelom
- Jean Hex
- Hans Heyer
- Jeroen Hin
- Ryusaku Hitomi
- Chris Hodgetts
- Alfons Hohenester
- Bob Holden
- Claude Holvoet
- Ludwig Hölzl

- Kaoru Honda
- Jeffrey van Hooydonk Sr.
- Dennis Horley
- Kaoru Hoshino
- Kazuyoshi Hoshino
- Raijmond van Hove
- Will Hoy
- Erik Hoyer
- Denny Hulme
- Harald Huysman
- Avon Hyde
- Mario Hytten

### I
- Yoshimi Ishibashi
- Masami Ishikawa
- Yasuo Ishimura

### J
- Jean-Pierre Jabouille
- Peter Janson
- Grant Jarrett
- Jean-Pierre Jaussaud
- Andrew Jeffrey

- Frank Jelenski
- Mark Jennings
- Peter John
- Dick Johnson

- Barry Jones
- Brad Jones
- Karl Jones
- Eddy Joosen

### K
- Masahiko Kageyama
- Hans Kalaschek
- Allard Kalff
- Masao Kamioka
- Edy Kamm
- Guy Katsers
- Shinichi Katsura
- Tony Kavich

- Gerald Kay
- Jim Keogh
- Robbie Ker
- Geoff Kimber-Smith
- Masahiro Kimoto
- Hajime Kitano
- Franz Klammer
- Nobuko Koike

- Mitsutake Koma
- Helmut König
- Kurt König
- Gerrit van Kouwen
- Wolfgang Kudrass
- Dieter Kuppi
- Robert Kvist

### L
- Jacques Laffite
- Claudio Langes
- Xavier Lapeyre
- Nicola Larini
- Geoff Leeds
- Geoff Lees
- Michel Legourd
- Ferdinand de Lesseps

- Jean Paul Libert
- Serge de Liedekerke
- Leif Lindström
- Thomas Lindström
- Herbert Lingmann
- Stefano Livio
- Ellen Lohr
- Tony Longhurst

- Graeme Lorimer
- Luciano Lovato
- Neal Lowe
- Thomas von Löwis auf Menar
- Klaus Ludwig
- Graham Lusty
- John Lusty
- Michel Luxen

### M
- Giovanni Maggiorelli
- Luca Maggiorelli
- Jerry Mahony
- Helmut Maier
- Michel Maillien
- Jean-Pierre Malcher
- André Malherbe
- Fabio Mancini
- Jean-Michel Martin
- Santi Martin-Cantero
- Ademaro Massa
- Steve Masterton
- Ken Mathews

- Hideshi Matsuda
- Glenn McIntyre
- Peter McLeod
- Annette Meeuvissen
- Philippe Ménage
- René Metge
- Grégoire de Mèvius
- Marco Micangeli
- Massimo Micangeli
- Maurizio Micangeli
- Andrew Miedecke
- Masami Miyoshi
- Ken Mizokawa

- Peter Moczar
- Allan Moffat
- Kazuo Mogi
- Guy van Mol
- Graham Moore
- Roberto Moreno
- Denis Morin
- Alex Moss
- Philipp Müller
- Tony Mulvihill
- Yasuo Muramatsu
- Phil Myhre

### N
- Mikael Naebrink
- Naoki Nagasaka
- Takamasa Nakagawa
- Osamu Nakako
- Akihiko Nakaya
- Alessandro Nannini

- Tiff Needell
- Guy Neve
- Klaus Niedzwiedz
- John Nielsen
- Yuji Nihei
- Kris Nissen

- Morio Nitta
- Didier Noirhomme
- Hiroyuki Noji
- Tony Noske
- Jari Nurminen
- Walter Nussbaumer

### O
- Tsuguo Oba
- Sakae Obata
- Bill O'Brien
- Charlie O'Brien
- Peter Oberndorfer
- Markus Östreich

- Hitoshi Ogawa
- Hideki Okada
- Kaori Okamoto
- Kenichi Okuyama
- Anders Olofsson

- Jörg van Ommen
- Ryoichi Oono
- Roberto Orlandi
- Tetsuya Ota
- David Oxton

### P
- Jesús Pareja Mayo
- David "Skippy" Parsons
- Riccardo Patrese
- Win Percy
- Luis Pérez-Sala

- Larry Perkins
- Pascal Pessiot
- Giorgio Pianta
- Emanuele Pirro

- Eric van de Poele
- Paolo Pozzi
- Drew Price
- Heinz Pütz

### Q
- Giuseppe Quargentan
- Dieter Quester
- Mike Quinn

### R
- Patrick de Radigues
- Paul Radisich
- Cyriel Raes
- Gaston Rahier
- David Ratcliff
- Roland Ratzenberger
- Roberto Ravaglia  - Wereldkampioen 1987

- Sergio Rebai
- Steve Reed
- Hervé Regout
- Llynden Reithmuller
- Emmanuel Remion
- Manuel Reuter
- Jim Richards

- Brett Riley
- Marco Rocca
- Robbie Rodgers
- Carlo Rossi
- Andy Rouse
- Garry Rush
- Roger Rutten

### S
- Tsutomu Sakurai
- Bernard Salam
- Brian Sampson
- Mutsuaki Sanada
- Bernard Santal
- Alessandro Santin
- José Angel Sasiambarrena
- Katsuaki Sato
- Koji Sato
- John Sax
- René Schenk
- Giovanni da Schio
- Jean-Louis Schlesser
- Bernd Schneider
- Peter Schoeller
- David Scott
- Gary Scott
- Kayne Scott
- David Sears
- Peter Seikel
- Tatsuhiko Seki

- Motoji Sekine
- Masanori Sekiya
- Alain Semoulin
- Glenn Seton
- Terry Shiel
- Kazuo Shimizu
- Kazuhisa Shimura
- Massimo Siena
- Willi Siller
- Paul Simons
- Valentin Simons
- Christer Simonsen
- Kurt Simonsen
- Gianfranco Sistelli
- Mark Skaife
- David Slater
- Jean-Marc Smadja
- Lester Smerdon
- Don Smith
- John Smith
- Ken Smith

- Mike Smith
- Steve Soper
- Loris de Sordi
- John Sorenson
- Marc Sourd
- Gary Sprague
- Bernie Stack
- Friedrich-Wilhelm Stallmann
- Mercedes Stermitz
- Bruce Stewart
- Jakob Strasser
- Philippe Streiff
- Volker Strycek
- Per Stureson
- Dagmar Suster
- Aguri Suzuki
- Keiichi Suzuki
- Toshio Suzuki
- Frank Sytner
- András Szabó

### T
- Kenji Takahashi
- Kunimitsu Takahashi
- Yoshinari Takasugi
- Yasuhiko Tanabe
- Abele Tanghetti
- Susumu Tanno
- Gabriele Tarquini
- Thierry Tassin

- Nicola Tesini
- Didier Theys
- Pierre-Alain Thibaut
- Alain Thiebaut
- Jan Thoelke
- Pierre de Thoisy
- Hermann Tilke
- Daniele Toffoli

- Kenji Tohiro
- Gianpaolo Toia
- Vlastimil Tomášek
- Keiichi Tsuchiya
- Shinji Tsunashima
- Tomohiko Tsutsumi
- Ian Tulloch

### V
- Marcel Vandermaesen
- Jean-Pierre Vandewauwer
- Oldřich Vaníček
- Philippe Verellen
- Dirk Vermeersch

- Loek Vermeulen
- Renaud Verreyt
- Frans Verschuur
- Luis Villamil

- Roger Visconti
- Zdeněk Vojtěch
- Winfried Vogt
- Walter Voulaz

### W
- Takao Wada
- Tom Walkinshaw
- Robert Walterscheid-Müller
- Jean Wansart
- Phil Ward
- Yoshimi Watanabe
- Heribert Werginz

- Wayne Wilkinson
- Bruce Williams
- Peter Williamson
- Garry Willmington
- Kieran Wills
- Bernard Winderickx

- Joachim Winkelhock
- Jens Winther
- Heinz Wirth
- Pascal Witmeur
- Herbert Wolf
- Romain Wolf

### Y
- Haruto Yanagida
- Hisashi Yokoyama

### Z
- Jo Zeller

Championship: 1987
Cup / Challenge: 1993 · 1994 · 1995
Championship: 2005 · 2006 · 2007 · 2008 · 2009 · 2010 · 2011 · 2012 · 2013 · 2014 · 2015 · 2016 · 2017
Cup: 2018 · 2019 · 2020 · 2021 · 2022
Lijst van coureurs